# 西松喬
西松 喬（にしまつ たかし、1865年（慶応元年） - ?年）は、明治・大正・昭和前期の経営者、実業家。綿花を扱う西松商店の創業者。美濃国安八郡大藪町出身。実業家西松龍一の父親。

## 来歴・人物
18歳のときに京都に出て、慶応義塾・別科に入り、1887年、卒業する。その後洗濯業を開業するも失敗する。その後、苦しんでいるときに中上川彦次郎に出会い、中上川の紹介で第三十三銀行就職、山陽鉄道会計課に就職。1889年、24歳のとき、中上川が山陽鉄道を去るに当たり、同行し、武藤山治、和田豊治とともに三井銀行に入る。
- 1889年　三井銀行記録課長
- 1893年　同銀行東京本店貸附係
- 1894年　同銀行青森支店支配人、深川支店支配人
- 1895年　同銀行東京本店秘書記主任
- 1896年　三井工業部支配人
- 1898年　芝浦製作所支配人
- 1899年　自営業をする志を実現するために、日比谷平左衛門の日比谷商店のもとで、小僧として経験をつむことを志す。同支配人佐久間福太郎に相談するが、三井の支配人という地位のため断られる。数ヵ月後、支配人の職を辞め、小僧の風采をなし、再度佐久間のもとを訪れる。その決心の強さを見た佐久間は、西松を日比谷平左衛門に推薦し、西松は、日比谷商店横浜支店で働き始めた。
- 1900年　日比谷商店関西支店とも言うべき、神戸の北川商店が大損害を受け、その対処を担当する。
- 1901年　中上川彦次郎死去。北川商店を閉じて、西松商店を開き、綿花仲次業を始める。
- 1906年　綿花直輸入業を始める。
- 1922年中央毛糸紡績(株)取締役就任

慶応義塾草創期の功労者である。

## 著書
『三井銀行案内』1895年。